# كيث بروك
كيث بروك (بالإنجليزية: Keith Brooke)‏ هو كاتب خيال علمي بريطاني، ولد في 23 أغسطس 1966.